# 索菲伊夫卡 (赫梅利尼克區)
49°41′28″N 27°47′53″E / 49.69111°N 27.79806°E
索菲伊夫卡（烏克蘭語：Софіївка），是烏克蘭的村落，位於該國西南部文尼察州，由赫梅利尼克區負責管轄，面積0.7平方公里，海拔高度288米，2001年人口173，人口密度每平方公里247.14人。